# Obični gnu
Obični gnu je jedna od vrsti gnua i velikih antilopa. Sisavac je iz reda papkara (lat. Artiodactyla) i porodice šupljorogih goveda (lat. Bovidae).
Areal običnog gnua obuhvaća veći broj država kao što su: Zambija, Zimbabve, Južnoafrička Republika, Angola, Kenija, Tanzanija, Mozambik, Bocvana, Namibija i Esvatini. Vrsta je izumrla u Malaviju.
Mužjaci mogu narasti do 145 cm u visini ramena i postići tjelesnu masu od preko 275 kg. Mogu živjeti više od 20 godina. Mladunci se rađaju svjetlije obojane kože, a odraslu obojenost dobivaju u dobi od 9 tjedna. Mužjaci obilježavaju svoj teritorij pomoću mirisa i na druge načine. Obični gnu je snažna životinja, s prepoznatljivom robustnom njuškom. Graciozno korača na relativno tankim nogama i živi u krdima. U mužjaka, rogovi mogu biti dugi gotovo 90 cm, dok su kod ženki oko pola dužine rogova mužjaka.
Najveći broj običnih gnua žive u Serengetiju te broje više od milijun jedinki. Oni su glavni plijen za lavove, hijene i krokodile. Staništa ove vrste su: šume, savane i niska travnata vegetacija.

## Vanjske poveznice
Ostali projekti
|  | Zajednički poslužitelj ima još gradiva o temi Obični gnu |
|  | Wikivrste imaju podatke o taksonu Obični gnu             |